# Karlo Lulić
Karlo Lulić (Nova Gradiška, 10. svibnja 1996.) hrvatski je nogometaš koji igra na poziciji veznog. Trenutačno igra za talijanski trećeligaški klub Casarano.
Lulić je svoju nogometnu karijeru započeo u lokalnom klubu NK Graničar Laze, da bi potom prešao u NK Mladost Cernik. 2010. je prešao u omladinsku školu NK Osijeka s kojim je potpisao stipendijski ugovor. S nepunih 17 godina u sezoni 2012./13. je zaigrao za seniorski sastav Osijeka. Lulić je potom potpisao za talijanskog prvoligaša Sampdoriju. U srpnju 2017. je Lulić prešao iz Sampdorije u NK Rudeš Zagreb.

## Vanjske poveznice
- Profil, Hnl-statistika.com
- Profil, Hrvatski nogometni savez
- [neaktivna poveznica], Transfermarkt